# كيناز سيرين/ثريونين11
كيناز سيرين/ثريونين11 وهو ما يُعرف بـ كيناز الكبد بي1 أو مستضد سرطانة الكلى NY-REN-19 هو بروتين كيناز مشفَّر على جين STK11 عند الإنسان.